# Шабровский
Шабро́вский (разг. Шабры́) — посёлок в составе муниципального образования «город Екатеринбург» Свердловской области России, подчинён Чкаловскому району города Екатеринбурга. Площадь поселка составляет 3,927 кв.км.

## Географическое положение
Шабровский расположен на равнинно-холмистой, преимущественно открытой местности, на восточном склоне Уральских гор, на южных склонах горного массива Уктусские горы. Посёлок находится на юге Свердловской области, в 25 километрах к югу от Екатеринбурга и в 8 километрах к востоку от Полевского тракта. По западной окраине Шабровского течёт речка Арамилка, которая в черте поселения образует небольшой пруд; в восточной, промышленной части населённого пункта располагаются тальковые карьеры Старая линза, Новая линза и ещё несколько рудников и карьеров. К юго-востоку от посёлка есть памятник природы и популярное место пешего туризма Шабровские каменные палатки, а в нескольких километрах к востоку находится гора Высокая.

## История
Посёлок возник в 1880-х годах, когда здесь начались разработки минерального сырья — крупнейшего на Урале и в стране месторождения тальково-магнезитового камня. Образовался Шабровский тальковый комбинат, состоявший из карьера, обогатительной фабрики и обслуживающих цехов. Через посёлок проложена железная дорога от разъезда № 75 до города Сысерти, что обеспечило вывоз готовой продукции потребителям. В 1970-х по северной окраине посёлка прошла окружная железная дорога Решёты — Арамиль, стала развиваться производственно-складская зона Екатеринбурга.
27 декабря 1940 года Шабровский отнесён к категории рабочих посёлков Арамильского района. Первоначально входил в Сысертский район, с 1964 — в подчинении Чкаловской администрации города Свердловска. 22 июня 2004 года Екатеринбургская городская Дума признала состоявшимся сбор подписей населения посёлка Шабровского по поводу отнесения его к категории сельских населённых пунктов. 12 октября 2004 года Губернатор Свердловской области подписал закон № 117-ОЗ «Об отнесении рабочего посёлка Северка и рабочего посёлка Шабровский, расположенных в административных границах города Екатеринбурга, к категории сельских населённых пунктов, к виду посёлок».
1 ноября 2010 года были назначены публичные слушанья по вопросу планировки территории посёлка в соответствии с генеральным планом города Екатеринбурга. 27 декабря 2010 года проект планировки территории был утверждён.

## Население
| 1959  | 1970  | 1979  | 1989  | 2002  | 2009  | 2010  |
| ----- | ----- | ----- | ----- | ----- | ----- | ----- |
| 3394  | ↘3356 | ↗4241 | ↘4007 | ↘3933 | ↗3987 | ↗4526 |
| 2021  |       |       |       |       |       |       |
| ↘4251 |       |       |       |       |       |       |

По данным переписи 2010 года, в Шабровском проживали 2075 мужчин и 2451 женщина.

## Инфраструктура
В посёлке Шабровском действует недавно построенный православный храм иконы Казанской Божией Матери, работают участковая поликлиника, опорный пункт полиции, средняя общеобразовательная школа, детский сад, клуб по месту жительства, почта и парикмахерская, автосервис и несколько магазинов. Также есть местный футбольный стадион и памятник жертв Великой Отечественной войны на аллее Героев.

## Транспорт
В Шабровском есть грузовая железнодорожная станция Тальковая (используется для нужд предприятия ОАО «Шабровский тальковый комбинат»). Сейчас до посёлка можно добраться из города Екатеринбурга на пригородном электропоезде до остановочного пункта Шабровская (линия Екатеринбург — Полевской), а также на екатеринбургском городском автобусе № 88 либо на такси.

## Промышленность
- ОАО «Шабровский тальковый комбинат»
- ОАО «Северо-Шабровский карьер»

## Достопримечательности

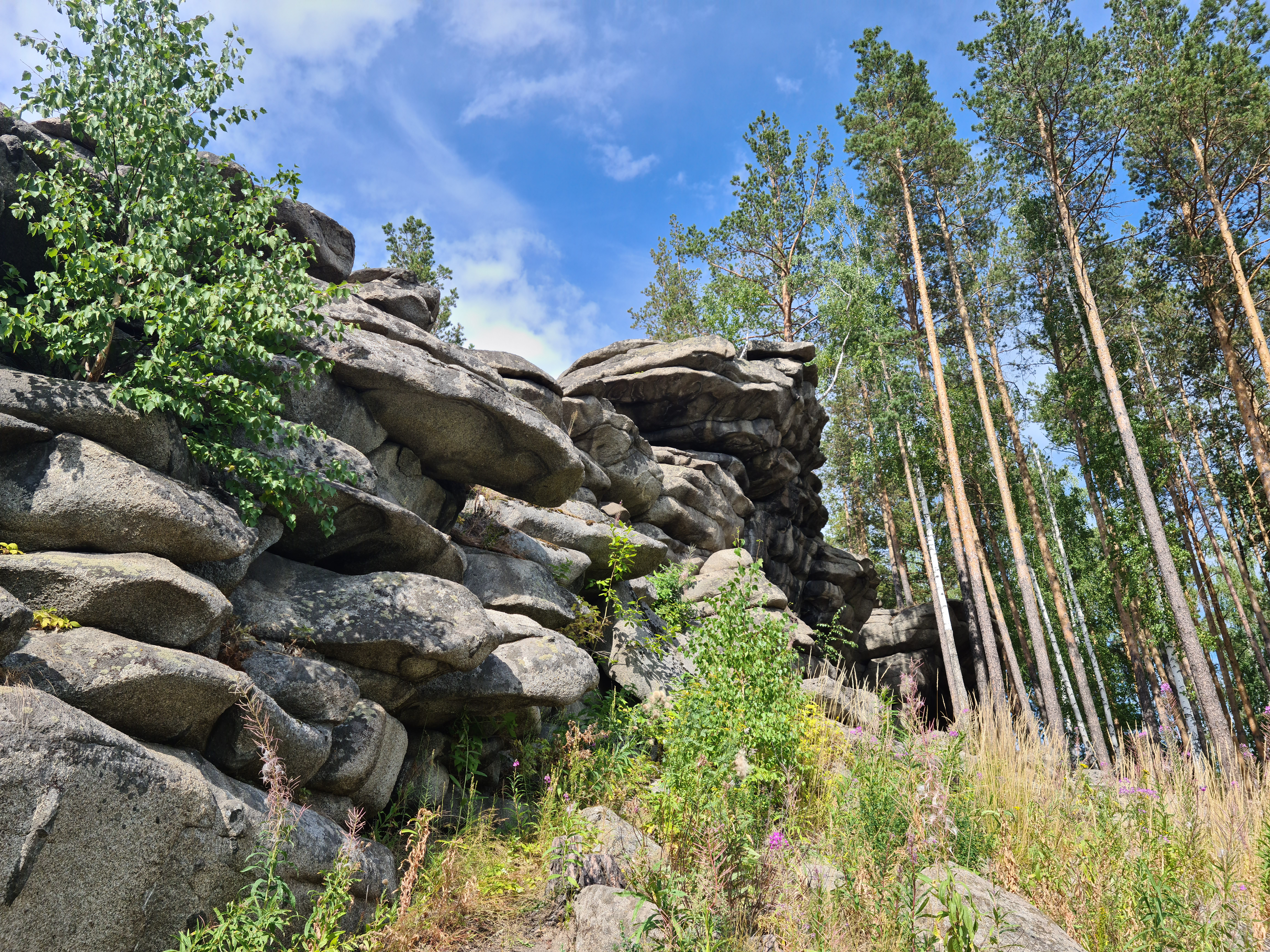
Скалы Шабровские каменные палатки, один из склонов

- Скалы Шабровские каменные палатки (в окрестностях посёлка)
- Тальковый карьер «Старая Линза» (популярный туристический объект)
- Тальковый карьер «Новая линза» (пруд, затопленный карьер)
- Геоморфологический памятник природы «Каменские озёра»